# Isabelle de la Tour
Isabelle de la Tour, nota anche come Isabelle de Limeuil (Limeuil, 1535 – Parigi, 25 marzo 1609), è stata una nobildonna francese.
Era una dama d'onore di Caterina de' Medici. Faceva parte del famigerato "squadrone volante" di Caterina, un gruppo di belle spie femminili che venivano usate allo scopo di formare rapporti sessuali con diversi uomini potenti alla corte francese per estorcere così informazioni. Nel 1562 su iniziativa di Caterina, è diventata l'amante di Luigi, principe di Condé, fratello di Antonio di Navarra. Due anni più tardi, Isabelle provocò uno scandalo, dando alla luce il figlio del principe di Condé ed è stato bandita in un convento.
In seguito ha sposato ricco banchiere toscano Scipione Sardini, un favorito di Caterina.

## Biografia
Isabelle era la figlia di Gilles de la Tour, visconte di Turenne, barone di Limeuil, e di sua moglie, Marguerite de La Cropte. Andò a vivere alla corte di Carlo IX dove divenne una delle dame d'onore di Caterina de' Medici. Isabelle era una lontana parente di Caterina attraverso la madre di quest'ultima, Madeleine de la Tour d'Auvergne.

## Dama reale
Bella con i capelli biondi, occhi blu e in possesso di un "ingegno vivace", è stata immortalata nei versi dal poeta Pierre de Ronsard. Il suo bell'aspetto catturò l'attenzione della Regina Madre che la invitò a unirsi al suo "squadrone volante», un gruppo di interessanti e di talentuose spie femminili che erano state reclutate per sedurre gli uomini potenti alla corte francese per estorcere così informazioni. Caterina era profondamente consapevole del potere femminile e dell'influenza che era in grado di esercitare sugli uomini - la conoscenza che aveva acquisito nell'osservare il suo defunto marito, Enrico II completamente sotto l'influenza della sua amante, Diana di Poitiers. Creò questo gruppo selezionato di circa ottanta belle dame di compagnia. Presero un ruolo attivo negli spettacoli  che sono stati regolarmente organizzati a corte. A un sontuoso banchetto all'aperto tenutasi presso il Castello di Chenonceau, gli ospiti di sesso maschile sono stati serviti dalle donne con i seni scoperti.
Il primo amante di Isabelle era Claudio di Guisa, che era uno dei più grandi rivali di Caterina. Al duca è stato seguito da Florimond Robertet, segretario di Caterina e un socio di Guisa. Nel 1562 su iniziativa di Caterina, sedusse Luigi, principe di Condé, fratello di Antonio di Navarra.
Con grande soddisfazione di Caterina, Condé si innamorò appassionatamente di Isabelle, la cui bellezza e la sensualità gli fecero trascurare la sua presenza alle funzioni religiose protestanti a corte. Tuttavia, il suo dominio su di lui terminò nel maggio 1564 quando diede alla luce suo figlio nella camera della Regina Madre a Digione. Lo scandalo gettò Caterina su tutte le furie. Anche se le dame del suo "squadrone volante" sono state utilizzate per lo scopo specifico di agire come spie, erano tenute a essere discrete, decorose in pubblico e, soprattutto, evitare una gravidanza a tutti i costi. Isabelle aggiunse benzina sul fuoco da proclamare ad alta voce che Condé era il padre del bambino. Condé, a gran voce, denunciò la paternità, e Caterina con rabbia lo respinse dalla corte. Isabelle è stata costretta ad entrare in un convento a Auxonne. Per giustificare il duro trattamento ricevuto dalla regina, è stato detto che Isabelle aveva tentato di avvelenare il suo corteggiatore respinto, il principe de la Roche-sur-Yon, nonché la Constable anziani di Francia, Anne de Montmorency.
Due mesi dopo, la moglie di Condé, Eleonora di Roucy morì. Si risposò con Françoise d'Orleans-Longueville. A quel punto aveva rotto completamente con Isabelle che non lo ha mai perdonato nel negare della paternità di suo figlio. Il bambino morì durante l'infanzia.

## Matrimonio
Nel 1567, dopo aver lasciato il convento, Isabelle sposò uno dei pupilli di Caterina, Scipione Sardini, un ricco banchiere di origine fiorentina. Lei e suo marito fecero costruire "Hôtel Scipione" a Parigi.
Sardini è stato nominato da Carlo IX "visconte di Buzancy".
La coppia ebbe quattro figli:
- Nicolas Sardini, signore di Prunay
- Alexander-Paul Sardini (1574-1645), barone di Chaumont-sur-Loire, visconte di Buzancy
- Paul Sardini (morto nel 1667)
- Madeleine Sardini

## Morte
Isabelle morì a Parigi, il 25 marzo 1609, e fu sepolta a Chaumont-sur-Loire. Sardini morì nello stesso anno.
Fu descritta nel racconto satirico di Honoré de Balzac, La Chière nuictée d'amour, in cui il marito era il personaggio centrale.